# Parker i København
København har en række parker, hvoraf de to største er Valbyparken og Fælledparken på hhv 64,2 og 58 ha. Valbyparken blev skabt i 1939 efter området fra 1913 til 1937 havde fungeret som losseplads. Parken lægger nu plæne til bl.a. Grøn Koncert og disc golf. Fælledparken på Østerbro blev skabt i 1906-1914, hvor byen efterhånden var ved at vokse ud til dette område. Fælledparken er ligeledes blandt de mest besøgte attraktioner i Danmark med flere millioner besøgende om året. Den tredjestørste park i København er Frederiksberg Have (31,7 ha) i den vestlige del af byen. Her kan man bl.a. se en koloni af relativt tamme fiskehejrer og nyde udsigten til Norman Fosters elefanthus i Zoologisk Have, som optager den vestlige del af haven. 
En anden meget populær park er Kongens Have i det centrale København. Denne park er anlagt i 1606 som en privat park for kongen, når han opholdt sig på Rosenborg Slot, som ligger i parkens nordlige ende. Ved anlæggelsen lå park og slot uden for Københavns volde. Parken har været åben for publikum siden starten af 1700-tallet. Centralt i byen langs de tidligere volde findes en række parker, hvoraf Tivoli er den mest kendte. Derudover kan parkerne Ørstedsparken, Botanisk Have, Østre Anlæg, parken omkring Kastellet og parken omkring Stadsgraven henføre deres historie til de gamle volde. Voldanlæggets geografi kan genfindes i den specielle udformning af søerne i parkerne. Botanisk Have kan derudover fremvise et stort kompleks af drivhuse fra det 19. århundrede, herunder det 16 m høje palmehus, med tropisk klima.
Noget særligt for København er, at flere kirkegårde ligeledes har en dobbeltfunktion som parker, dog kun for stille aktiviteter som solbadning, læsning og meditation. Assistens Kirkegård, hvor H.C. Andersen blandt andet ligger begravet, er et vigtigt grønt åndehul for Indre Nørrebro. Den mindre kendte Vestre Kirkegård, som med sine 54 hektar er den største kirkegård i Danmark, tilbyder tætte lunde, åbne plæner, snoede stier søer og andre havetræk. Det er en officiel politik i København, at alle indbyggere i 2015 skal kunne nå en park eller strand til fods på mindre end 15 minutter. I tråd med denne politik er der planlagt flere nye parker i bydele, der mangler grønne områder.